# Roundnet

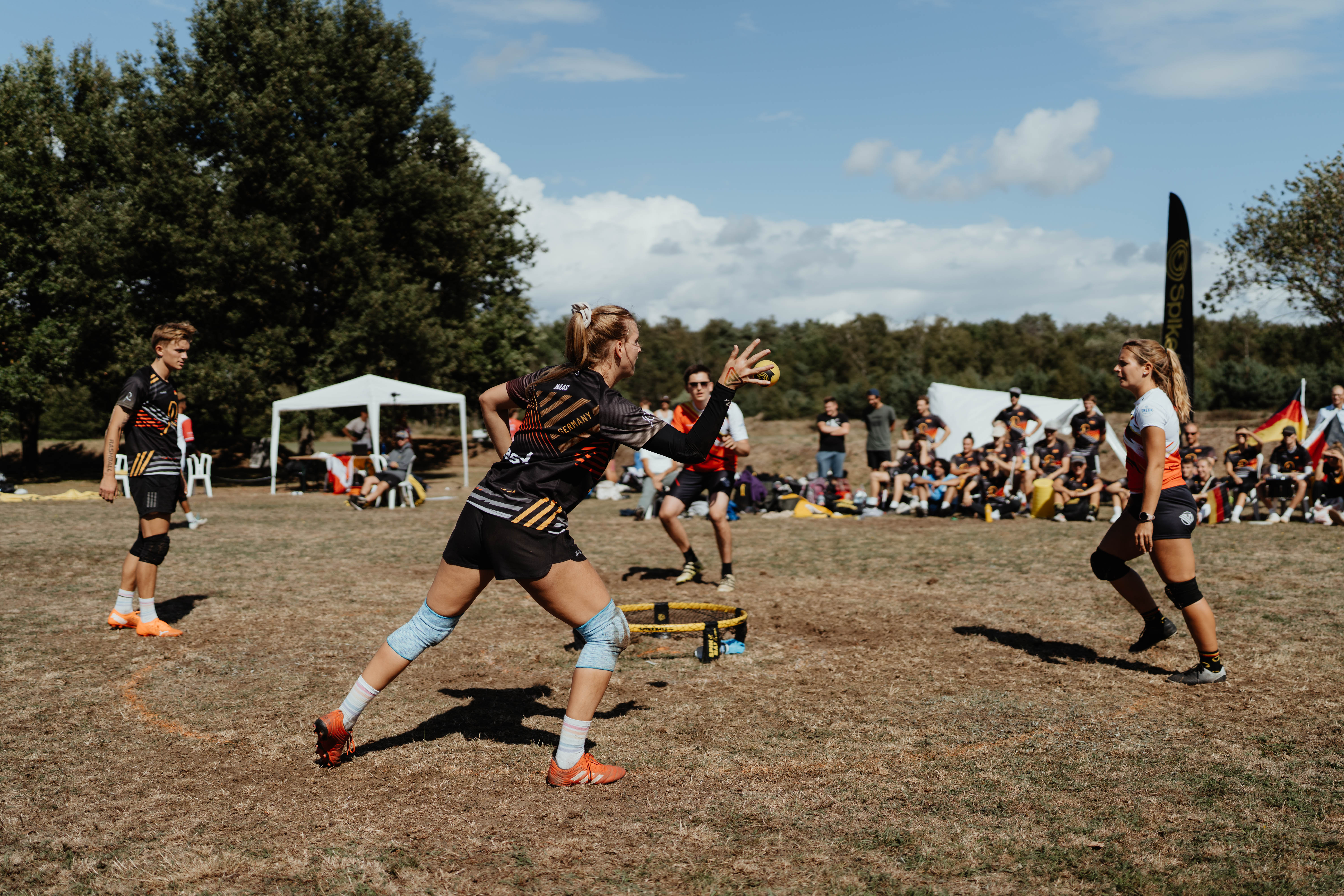
Roundnet-Weltmeisterschaft 2022

Roundnet (engl. für „Rundnetz“), auch bekannt unter dem Namen des US-amerikanischen Herstellers Spikeball, ist eine Mannschaftssportart aus der Gruppe der Rückschlagspiele, bei der zwei Mannschaften mit jeweils zwei Spielern um ein rundes, aufgespanntes Netz stehen. Jedes Team versucht, den Ball so geschickt auf das Netz zu schlagen, dass ein Fehler der Gegner resultiert. Das Spiel zeigt einige Parallelen zum Beachvolleyball.

## Geschichte
Erfunden wurde das Spiel Ende der 1980er Jahre durch den US-Spieleentwickler Jeff Knurek, geriet aber nach kurzer Popularität wieder in Vergessenheit. Ein Grund war auch die geringe Langlebigkeit des Spielmaterials. 2003 begeisterte sich der Foto-Journalist Chris Ruder für das Spiel seiner Kindheitstage, erwarb für 800 US-Dollar das Warenzeichen und gründete 2008 Spikeball Corporation. Im Zuge der zunehmenden Popularität drohte der Firma ein Verlust des Markenschutzes für den Begriff „Spikeball“. Daraufhin entstand die Sportartbezeichnung Roundnet (kurzzeitig auch Revol).
Ein erster überregionaler Wettbewerb fand zehn Jahre später in Pennsylvania statt. Die erste Weltmeisterschaft sollte im September 2020 in Belgien stattfinden, wurde jedoch aufgrund der COVID-19-Pandemie um zwei Jahre verschoben.
Am 31. August 2019 fanden in Freiburg im Breisgau die ersten offiziellen Deutschen Meisterschaften (DM) statt. Nach einem Jahr coronabedingter Pause nahmen im August 2021 bei der zweiten Deutschen Meisterschaft in Münster 192 Teams teil, aufgeteilt in Mixed-, Damen- und Herrenmannschaften. Es folgten die Deutschen Meisterschaften 2022 in Kiel mit 180 teilnehmenden Teams. Im Jahr 2023 wurden erstmals die Meisterschaften der Damen & Herren zeitlich von der Mixed-DM getrennt – so traten bei der Mixed-Meisterschaft in Heidelberg 73 Teams an, die Damen & Herren trafen sich mit 76 Teams in Hamburg.

## Regeln

### Ausrüstung

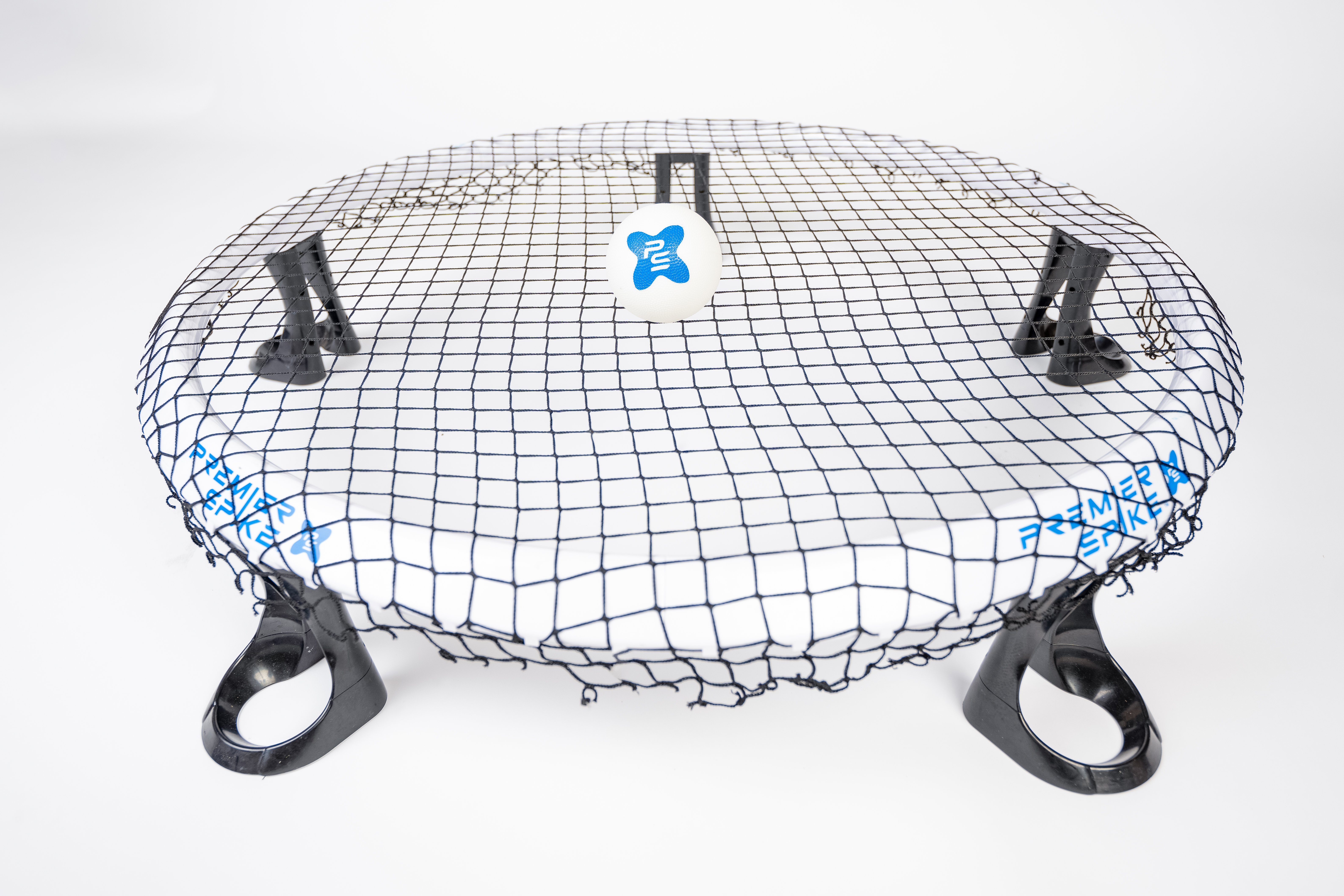
Roundnet-Set mit Ball

Das Netz wird so über einen Ring mit einem Durchmesser von rund 90 cm gespannt, dass der Spielball, wenn er aus einer Höhe von ca. 1,5 m mittig auf das Netz fällt, etwa 50 cm hochspringt. Der Ring steht auf 5 Füßen, die das Netz horizontal ca. 20 cm über dem Boden halten. Weiteres Equipment ist nicht notwendig, da es keine Spielfeldbegrenzung gibt und der Ball mit dem Körper gespielt wird. Bevorzugt wird der Ball mit den Händen gespielt, aber auch jedes andere Körperteil ist erlaubt.
Der aktuell bekannteste Hersteller ist Spikeball, weshalb Roundnet umgangssprachlich auch unter diesem Markennamen bekannt ist. Andere bekannte Hersteller in Deutschland sind Rashball und Bamball.

### Spielablauf
Die vier Spieler nehmen jeweils im rechten Winkel um das Netz Aufstellung, wobei die Spieler desselben Teams nebeneinander stehen. Bis zum Aufschlag müssen die Spieler 2,13 m vom Netz entfernt stehen. Der aufschlagende Spieler wirft den Ball in die Luft und schlägt ihn anschließend auf das Netz. Jedes Team hat bis zu drei Ballkontakte, um den Ball wieder auf das Netz zu schlagen, wobei der Ball nicht festgehalten werden darf. Die Ballwechsel setzen sich fort, bis ein Team einen Fehler macht. Es ist den Spielern nicht erlaubt, den Ball oder gegnerische Spieler bei deren Ballwechsel zu behindern. Bei Behinderung eines gegnerischen Spielers, der den kommenden Ballkontakt ausführen darf, wird der Punkt wiederholt, sofern dies reklamiert wird (englisch hinder). Begeht eine Mannschaft einen Fehler, so erhält die andere Mannschaft einen Punkt. Als Fehler zählt, wenn der Ball den Boden oder das Netzgestänge (rim) berührt. Gleiches gilt, wenn der Ball das Netz oder einen Spieler aufeinander folgend zweimal berührt. Wenn der Ball von einem Spieler in der Aufwärtsbewegung berührt wird, darf derselbe Spieler einen weiteren Ballkontakt ausführen. Dieser gilt dann als zweiter Ballkontakt. Wenn der Ball während des Spiels zuerst das Netz und direkt danach den Rahmen berührt und dabei eine ungewöhnliche Richtungsänderung (pocket) macht, wird weitergespielt. Lediglich beim Aufschlag gilt dies als ein Fehler. Wenn nicht klar festgestellt werden kann, ob der Schlag korrekt ausgeführt wurde, wird der Punkt wiederholt. Das punktgewinnende Team erhält den nächsten Aufschlag. Gespielt wird üblicherweise bis 11, 15 oder 21.
Bei den Spielregeln gab es in der Vergangenheit leichte Veränderungen, grundsätzlich stehen Ehrlichkeit und Fair Play an oberster Stelle. Fehler werden zugegeben, bei fehlender Einigkeit wird der Ballwechsel wiederholt. Statt offizieller Schiedsrichter gibt es lediglich unterstützende Beobachter (Observer).
Der Verband Roundnet Germany hat ein Erklärvideo zum Spielablauf produziert.

## Organisation der Sportart in Deutschland
Am 4. Juli 2020 wurde mit Roundnet Germany e.V. der offizielle deutsche Roundnet Verband gegründet, der sich für die Entwicklung und Etablierung der Sportart in Deutschland auf Breiten- und Leistungssportebene sowie im Schulkontext einsetzt. Neben der Organisation der Deutschen Meisterschaften kümmert sich der Verband um die Organisation der German Roundnet Tour im Sommer sowie der Deutschen Roundnet Liga im Winter.

### German Roundnet Tour
Roundnet wird besonders im Sommer in Turnierformen gespielt. In Deutschland firmiert die kompetitive Turnierserie unter dem Namen German Roundnet Tour (GRT), die 30–50 Turniere im Kalenderjahr umfasst. Als Leuchtturm-Events innerhalb der Tour fungieren die GRT Masters, die eine besondere Strahlkraft ins In- und besonders auch ins Ausland haben. Jährlich treten an die 2.000 Spielerinnen und Spieler in den Turnieren an.

### Deutsche Roundnet Liga
Die Deutsche Roundnet Liga wurde im Jahr 2019 ins Leben gerufen und wird vom Verband Roundnet Germany e.V. ausgerichtet. In Abhebung zur Sommersaison, in der der normalerweise Zweierteams auf Turnieren antreten, wird in der Liga in Squads bestehend aus mindestens zwei Frauen und vier Männern gegen andere Squads in zwei Herren-, zwei Mixed- und einer Frauen-Partie angetreten. Die Spieltage finden in der Halle statt. Zur Saison 2022/2023 wurde erstmals eine Unterteilung nach Leistungsklassen in die 1. Bundesliga, 2. Bundesliga sowie Regionalliga inklusive Auf- und Abstiegen eingeführt.
In der Premierensaison 2019/2020 waren 465 Spielende in 51 Teams in ganz Deutschland dabei. Bevor die Saison 2020/2021 aufgrund der Corona-Pandemie noch vor dem ersten Spieltag abgesagt werden musste, hatten sich trotz der ungewissen Lage schon 402 Spielende in 52 Teams angemeldet. In der Saison 2021/2022 gingen insgesamt 96 Teams mit 843 Spielenden in 25 Gruppen an den Start. 2022/23 gingen dann 1.372 Spielende in 119 Teams an den Start.

## Erfolge und Ergebnisse bei deutschen und internationalen Wettbewerben
Deutschland gilt weltweit als eine der führenden Nationen im Roundnet. Diesen Ruf konnte man bei den beiden letzten internationalen Vergleichen bestätigen. Bei der ersten Weltmeisterschaft im Jahr 2022 schloss Deutschland jeweils als beste europäische Nation ab – bei den Herren landete man hinter den USA und Kanada auf dem 3. Platz, während die Frauen sich erst im Finale den US-Amerikanerinnen geschlagen geben mussten. Ein Jahr später bei der Europameisterschaft konnte man im gemischten Herren- und Damen-Wettbewerb souverän den Titel holen.
|                                                     | Frauen                                                                        | Herren/Open (ab 2024)                                                     | Mixed                                                                          |
| --------------------------------------------------- | ----------------------------------------------------------------------------- | ------------------------------------------------------------------------- | ------------------------------------------------------------------------------ |
| 2019 – Freiburg                                     | Nathalie Suski & Lara Erdmann (Roundnet Heidelberg)                           | Nils Grimm & Moritz Wiedmann (1. Roundnet Club Köln)                      | Nora Haas (Roundnet Raccoons Kassel) & Julian Scholl (1. Roundnet-Club Köln)   |
| 2021 – Münster                                      | Julia Stadler & Franziska Stadler (Munich Roundnet Community)                 | Tobias Linnenweber & Clemens von Hänisch (1. Roundnet Club Köln)          | Alexa Peusch (Roundnet Gießen) & Felix Bernhofer (Roundnet Rabbits Regensburg) |
| 2022 – Kiel                                         | Saskia Benter (Roundnet Otters Hamburg) & Alexa Peusch (Roundnet Gießen)      | Lukas Eisenträger (Roundnet 069) & Paul Siemer (1. Roundnet Club Köln)    | Alexa Peusch (Roundnet Gießen) & Paul Siemer (1. Roundnet Club Köln)           |
| 2023 – Heidelberg (Mixed) & Hamburg (Frauen/Männer) | Nora Haas (Roundnet Raccoons Kassel) & Sabine Steidel (Roundnet Münster)      | Lukas Eisenträger (Roundnet 069) & Paul Siemer (1. Roundnet Club Köln)    | Alexa Peusch (Roundnet Gießen) & Paul Siemer (1. Roundnet Club Köln)           |
| 2024 - Mainz - Mixed & Open/Frauen                  | Ronja Lorenz (Roundnet Club Basel) & Theresa Knauf (Roundnet Raccoons Kassel) | Lucas Christiani (Roundnet Dortmund) & Jonathan Harder (Westwood Tweener) | Alexa Peusch (Roundnet Ravens Marburg) & Paul Siemer (1. Roundnet Club Köln)   |

|                                    | Frauen                                                   | Männer                                              | Mixed                                             |
| ---------------------------------- | -------------------------------------------------------- | --------------------------------------------------- | ------------------------------------------------- |
| 2019 – Schwäbisch Gmünd (ADH Open) | *keine Frauen-Division*                                  | Fabian Claus & Dennis Fräsdorf (Universität Kassel) | *keine Mixed-Division*                            |
| 2022 – Köln                        | Sabine Steidel & Tina Gulden (WG Münster)                | Paul Siemer & Lukas Schmandra (WG Köln)             | Fabian Claus & Theresa Knauf (Universität Kassel) |
| 2023 – Köln                        | Annalena Bott & Carolin Oberländer (Universität Leipzig) | Paul Siemer & Lukas Schmandra (WG Köln)             | Klara Riester & Paul Siemer (WG Köln)             |
| 2024 – Hamburg                     | Tina Gulden & Klara Bauer (WG Köln)                      | Lukas Donovan & Birk Warnecke (WG Köln)             | Wiebke Asbahr & Paul Schirop (WG Karlsruhe)       |

|           | PROFI-LIGA NORD-OST                   | PROFI-LIGA SÜD                                        | PROFI-LIGA WEST                          |
| 2021/2022 | Sturzflug – Red Eagles Berlin         | Munich Roundnet Pro – Munich Roundnet Community       | Raccoons – Roundnet Raccoons Kassel      |
|           | 1. BUNDESLIGA                         | 2. BUNDESLIGA                                         | REGIONALLIGA                             |
| 2022/2023 | RCK Dinos – 1. Roundnet Club Köln     | Roundnet Dortmund – Torpedo Phoenix Roundnet Dortmund | Waschbärrudel – Roundnet Raccoons Kassel |
| 2023/2024 | Fisch, Pferd Fuchs – MTV Stuttgart    | Erlanger Rhinos – SpVgg 1904 Erlangen                 | Sechs regionale Meisterteams             |
| 2024/2025 | Rhinos Erlangen – SpVgg 1904 Erlangen | Aachen Lobster - PTSV Aachen                          |                                          |

|                                                                         | Frauen                                                                                                 | Männer/Open                                                                                        | Mixed                                                                                            | Squad            |
| ----------------------------------------------------------------------- | --- | -------------------------------------------------------------------------------------------------- | ------------------------------------------------------------------------------------------------ | ---------------- |
| 2017 – Lommel, Belgien                                                  | *keine Frauen-Division*                                                                                | Sören Herzog & David Friesen (Deutschland – 1. Roundnet Club Köln)                                 | *keine Mixed-Division*                                                                           | *keine Squad-EM* |
| 2018 – London, Großbritannien                                           | *keine Frauen-Division*                                                                                | Tom Nichols & Tom Rogers (Großbritannien)                                                          | Ruth Troughton & Sam Strain (Großbritannien) *bestes Mixed-Team in Open Division*                | *keine Squad-EM* |
| 2019 – Köln – Deutschland                                               | Julia Stadler (Deutschland – Munich Roundnet) & Johanna Schumann (Deutschland – 1. Roundnet club Köln) | Benjamin Bachler (Österreich – Roundnet Club Graz) & Marian Leitgeb (Italien – Roundnet Club Graz) | Merle Reitz & Tobias Linnenweber (Deutschland – 1. Roundnet Club Köln)                           | *keine Squad-EM* |
| 2022 – Limerick, Irland                                                 | Julia Stadler (Deutschland – Munich Roundnet) & Laura Kunzelmann (Schweiz – Roundnet Basel)            | Benjamin Bachler & Nelson Dziruni (Österreich – Roundnet Club Graz)                                | Alexa Peusch (Deutschland – Roundnet Gießen) & Paul Siemer (Deutschland – 1. Roundnet Club Köln) | *keine Squad-EM* |
| 2023 – Padua, Italien (Squad, Damen, Herren) & Brüssel, Belgien (Mixed) | Daniela Kadlec (Österreich) & Megan Leybourne (Österreich)                                             | Lukas Eisenträger (Deutschland) & Paul Siemer (Deutschland)                                        | Laura Kunzelmann (Schweiz) & Fabian Claus (Deutschland)                                          | DEUTSCHLAND      |

|                            | Frauen                                 | Männer                                | Mixed                                | Squad – Frauen | Squad – Männer |
| -------------------------- | -------------------------------------- | ------------------------------------- | ------------------------------------ | -------------- | -------------- |
| 2022 – Molenheide, Belgien | Becca Graham & Alli Rogers (USA)       | Buddy Hammon & Clark Marshall (USA)   | Ryan Gross & Karah Hui (USA)         | USA            | USA            |
| 2024 - Guildford, England  | Megan Leybourne & Daniela Kadlec (AUT) | Lukas Eisenträger & Paul Siemer (GER) | Laura Kunzelmann & Ramon Felix (SUI) | USA            | USA            |

## Rezeption
Roundnet hat sich in Deutschland als Trendsportart insbesondere im öffentlichen Freizeitbereich (Strände, Parks) etabliert. Im Profisport wird Roundnet zur Steigerung von Agilität und Koordination eingesetzt. So gehört Roundnet beispielsweise bei Manchester City (Fußball) und den Denver Nuggets (Basketball) zum regulären Trainingsprogramm.

## Belege
1. 1 2  Roundnet-spikeball-trendsport. Abgerufen am 19. November 2020.
2. ↑  recreationinsider.com: Complete Guide to the History of Spikeball, vom 15. August 2019, abgerufen am 16. August 2021 (englisch).
3. ↑  Galaxus.de: Die Spikeball-Story: Vom totgesagten Spiel zum Trendsport vom 25. Februar 2021, abgerufen am 16. August 2021.
4. ↑  Musmagazin.de: Eine Frage des Markenrechts; vom 23. Juni 2021, geladen am 22. September 2021.
5. ↑  Radio Kanada: Deux joueuses de Québec iront aux Mondiaux de spikeball, vom 27. Januar 2020, abgerufen am 16. August 2021 (französisch).
6. ↑  Deutsche Meisterschaften 2019. Abgerufen am 4. Juli 2022 (englisch).
7. ↑  Deutsche Meisterschaften 2021. Abgerufen am 4. Juli 2022 (englisch).
8. ↑  Westfälische Nachrichten: Roundnet: Deutsche Meisterschaften: In Hiltrup geht's rund! Trendsportart sucht ihre Besten, vom 6. August 2021, abgerufen am 22. September 2021.
9. ↑  RG Player Zone - Deutsche Roundnet Meisterschaften 2022. Abgerufen am 15. September 2023 (englisch).
10. ↑  RG Player Zone - Deutsche Meisterschaften Mixed. Abgerufen am 15. September 2023 (englisch).
11. ↑  RG Player Zone - Deutsche Meisterschaften Damen & Herren. Abgerufen am 15. September 2023 (englisch).
12. 1 2  Regelwerk. Abgerufen am 5. März 2021 (englisch).
13. ↑  RoundnetShops. Abgerufen am 19. November 2020.
14. 1 2  Offizielle Spielregeln (Deutschland), abgerufen am 19. August 2021.
15. ↑  Erklärvideo des Verbands Roundnet Germany
16. ↑  Historie - Roundnet Germany e.V. In: Roundnet Germany e.V. - Der Deutsche Roundnet Verband. Abgerufen am 4. Juli 2022.
17. ↑  Roundnet in der Schule. In: Roundnet Germany e.V. - Der Deutsche Roundnet Verband. Abgerufen am 4. Juli 2022.
18. ↑  Events - Roundnet Germany. In: Roundnet Germany e.V. - Der Deutsche Roundnet Verband. Abgerufen am 16. Juli 2022.
19. ↑  German Roundnet Tour - Roundnet Germany. In: Roundnet Germany e.V. - Der Deutsche Roundnet Verband. Abgerufen am 15. September 2023 (deutsch).
20. ↑  Deutsche Roundnet Liga - Roundnet Germany. In: Roundnet Germany e.V. - Der Deutsche Roundnet Verband. Abgerufen am 15. September 2023 (deutsch).
21. ↑  RG Player Zone - Deutsche Meisterschaften 2019. Abgerufen am 15. September 2023 (englisch).
22. ↑  RG Player Zone - Deutsche Roundnet Meisterschaften 2021. Abgerufen am 15. September 2023 (englisch).
23. ↑  RG Player Zone - Deutsche Roundnet Meisterschaften 2022. Abgerufen am 15. September 2023 (englisch).
24. ↑  RG Player Zone - Deutsche Meisterschaften Mixed. Abgerufen am 15. September 2023 (englisch).
25. ↑  RG Player Zone - Deutsche Meisterschaften Damen & Herren. Abgerufen am 15. September 2023 (englisch).
26. ↑  RG Player Zone - adh Open 2019. Abgerufen am 15. September 2023 (englisch).
27. ↑  RG Player Zone - Deutsche Hochschulmeisterschaft 2022. Abgerufen am 15. September 2023 (englisch).
28. ↑  RG Player Zone - Deutsche Hochschulmeisterschaft 2023. Abgerufen am 15. September 2023 (englisch).
29. ↑  RG Player Zone - Deutsche Hochschulmeisterschaft 2024. Abgerufen am 28. Mai 2024.
30. ↑  RG Player Zone - Deutsche Roundnet Liga Profi-Division 2021/2022. Abgerufen am 15. September 2023 (englisch).
31. ↑  RG Player Zone - Deutsche Roundnet Liga 2022/2023. Abgerufen am 15. September 2023 (englisch).
32. ↑  RG Player Zone - European Championship 2017. Abgerufen am 15. September 2023 (englisch).
33. ↑  RG Player Zone - European Championship 2018. Abgerufen am 15. September 2023 (englisch).
34. ↑  RG Player Zone - European Championship 2019. Abgerufen am 15. September 2023 (englisch).
35. ↑  RG Player Zone - European Squad Championship 2023. Abgerufen am 15. September 2023 (englisch).
36. ↑  RG Player Zone - ETS / European Championships 2023. Abgerufen am 15. September 2023 (englisch).
37. ↑  Fwango - Tournament management app. Abgerufen am 15. September 2023 (englisch).
38. ↑  RG Player Zone - Roundnet World Championships 2022. Abgerufen am 15. September 2023 (englisch).
39. ↑  Fwango - Tournament management app. Abgerufen am 3. September 2024 (englisch).
40. ↑  Süddeutsche Zeitung: Spikeball: Mischung aus Volleyball und Squash, vom 23. Oktober 2018, abgerufen am 17. August 2021.